# 圭亞那石脂鯉
圭亞那石脂鯉，為輻鰭魚綱脂鯉目脂鯉亞目脂鯉科的其中一個種，為熱帶淡水魚，分布於南美洲亞馬遜河、奧里諾科河及圭亞那淡水流域，體長可達12公分，棲息在沙石底質、流動快速的水域，成群活動，屬雜食性，生活習性不明，可作為觀賞魚。

## 扩展阅读
維基物種上的相關：圭亞那石脂鯉